# Paulino Martínez Hermosilla
Paulino Martínez Hermosilla (Madrid, 21 de enero de 1916-Madrid, 12 de mayo de 1997) fue un político e ingeniero de montes español.

## Biografía
Nació en Madrid el 21 de enero de 1916. Fue impulsor a partir de 1951 de las repoblaciones forestales desde su cargo en la dirección del Patrimonio Forestal del Estado. Afirmó que «España cambiará hasta de color» cuando se logre «el equilibrio biológico
general del país». También llegó a argumentar que la política forestal dejaba al campesinado con las opciones de «la modernización o la emigración». En 1952, se convertiría, nombrado por el ministro de agricultura Rafael Cavestany, en director general de Montes. Fue procurador de las Cortes franquistas entre 1952 y 1961.
Falleció el 12 de mayo de 1997 en su ciudad natal.

## Reconocimientos
- Gran Cruz de la Orden Civil del Mérito Agrícola (1952)[7]
- Gran Cruz de la Orden Imperial del Yugo y las Flechas (1964)[8]